# Montecchi
Les Montecchi ou Monticoli (transposé en français en  Montaigu) sont l'une des principales familles gibelines de Vérone, et ont apporté une contribution importante à la basse histoire médiévale de la ville.
célèbre pour son inimitié avec les Capulet, autre famille gibeline de Vérone, et par l'aventure tragique de Roméo et de Juliette.

## Histoire
Les Montecchi étaient des marchands qui vendaient de grandes quantités de marchandises entre les provinces romaines, résidents à Montecchio Precalcino  devenant une importante famille gibeline de la ville de Vérone. Souvent en conflit avec d'autres familles, notamment avec la famille guelfe des comtes de Sambonifacio. Les premières preuves de leur présence se trouvent vers les années 1120, lorsque Vérone est touchée par des querelles de sang entre différentes factions : ce conflit voit d'une part les Montecchi et d'autres lignées gibelines, présentes principalement dans la ville, et d'autre part les Sambonifacio qui exercent une autorité sur le territoire. Les Montecchi ont joué un rôle important dans la période de formation de la commune et ont soutenu à Vérone la seigneurie de Ezzelino III da Romano jusqu'en 1259.
L'influence des Montecchi diminue avec le temps, notamment après les débuts politiques des Scaligeri qui parviennent, avec le consentement des classes marchandes et artisanales, à prendre le pouvoir et à constituer la première seigneurie italienne. Les Montecchi sont contraints de quitter Vérone en 1325, après un événement particulier : cette année-là, Cangrande della Scala, le membre le plus important et le plus célèbre de la famille, est frappé d'une grave maladie, au point qu'on le croit proche de la mort. C'est alors que son cousin Federico della Scala (it), avec leur aide, a tenté de le remplacer, mais Cangrande s'est vite remis et a décidé de le bannir à jamais avec ses proches et ceux qui avaient participé à la conspiration, dont les Montecchi.

## Dans la littérature
Les Montecchi (Montaigu) ont été mentionnés par Dante Alighieri dans la Divine Comédie (précisément dans le Chant VI du Purgatoire, versets 105-106-107) avec les Capulets (ou Cappelletti), mais ils ont été rendus célèbres surtout grâce à la tragédie Roméo et Juliette de William Shakespeare.